# Natural (이매진 드래곤스의 노래)
〈Natural〉은 미국의 밴드 이매진 드래곤스의 곡으로, 멤버들은 저스틴 트랜터와 그들의 프로듀서 매트맨 & 로빈과 함께 이 곡을 공동 작곡했다. 키디나코너와 인터스코프 레코드가 2018년 7월 17일 발매한 이 음반은 밴드의 네 번째 스튜디오 음반 《Origins》 (2018년)의 리드 싱글이자 2018년 ESPN 칼리지 축구의 시즌 애국가 역할을 했다. 이 곡은 미국 핫 록 송 차트에서 다섯 번째 1위가 되었다.

## 구성
〈Natural〉은 "폭발적인 드럼과 고무적인 가사가 혼합되어 있으며, 후렴구 위에 "스타듐 록킹 기악법"이 있다.

## 뮤직 비디오
2018년 8월 24일 이 곡의 뮤직 비디오가 공개되었다. 이 영화는 댄 레이놀즈가 욕조에 있는 한 여성, 이 집의 다른 거주자들에 의해 쫓기는 같은 여성, 슬렌더맨과 닮은 비정상적으로 큰 남성, 웨인 서몬, 벤 맥키, 다니엘 플라츠맨이 먼지로 사라져가는 모습, 레이놀즈가 무덤을 파는 모습 등 으스스스한 집의 소유자로 묘사하고 있다. 그리고 그 여성을 산 채로 묻었고, 다른 사람들은 그 집과 그 거주민들에게 총을 쏘지 않았으며, 사자가 얼룩말을 때리는 장면이 찍혔다. 뮤직 비디오는 2021년 3월 현재 조회수 4억 1천만 건과 좋아요 4백만 건을 기록했다.

## 라이브 퍼포먼스
2018년 7월 19일, 이매진 드래곤스는 《지미 키멀 라이브!》에서 싱글을 생방송으로 데뷔했다. 이 공연은 리드 기타리스트 웨인 서몬의 기타 솔로가 스튜디오 녹음으로 확장되었다.

## 인증
| 국가                               | 인증        | 판매량/출하량 |
| ---------------------------------- | ----------- | ------------- |
| 오스트리아 (IFPI 오스트리아)       | 골드        | 15,000        |
| 벨기에 (BEA)                       | 골드        | 20,000        |
| 캐나다 (뮤직 캐나다)               | 플래티넘    | 80,000        |
| 프랑스 (SNEP)                      | 골드        | 100,000       |
| 독일 (BVMI)                        | 골드        | 200,000       |
| 이탈리아 (FIMI)                    | 플래티넘    | 50,000        |
| 멕시코 (AMPROFON)                  | 골드        | 30,000        |
| 폴란드 (ZPAV)                      | 3× 플래티넘 | 60,000        |
| 포르투갈 (AFP)                     | 플래티넘    | 10,000        |
| 영국 (BPI)                         | 실버        | 200,000       |
| 판매량+스트리밍을 기반으로 한 인증 |             |               |